# Кучер Валерій Анатолійович
Вале́́рій Анато́лійович Ку́чер (1 листопада 1987 — 17 лютого 2015) — солдат Збройних сил України, учасник російсько-української війни.

## Життєпис та бойовий шлях
Ріс з братами Артемом і Віталієм, у Наталії Миколаївни й Леоніда Панасовича був середнім сином. 2004 року закінчив Верблюзьку ЗОШ, у Новгородківському ПТУ № 36, здобув професію тракторист-водій. 2008 року одружився, подружжя виховувало двох дітей. Працював в місті Долинська на залізниці.
Мобілізований 1 серпня 2014-го, водій, 55-й окремий автомобільний батальйон «Чорний ліс».
17 лютого 2015-го військовики на вантажівках поверталися з Дебальцевого, поблизу Нижнього Лозового близько опівночі потрапили під обстріл терористів.
Вважався зниклим безвісти. У березні 2015-го ідентифікований серед загиблих.
Без Валерія лишилися дружина Анжела, дві доньки — Анастасія й Катерина.
Похований у селі Верблюжка 12 березня 2015-го.

## Нагороди
За особисту мужність і героїзм, виявлені у захисті державного суверенітету та територіальної цілісності України, вірність військовій присязі під час російсько-української війни, відзначений — нагороджений
- орденом «За мужність» III ступеня (посмертно)